# Baula
De Baula is een 934 meter hoge conische berg in het westen van IJsland. Baula is lichtrood tot oranje van kleur, die door de steensoort ryoliet veroorzaakt wordt. Baula ligt vlak aan de Hringvegur niet ver van de Bifröst faculteit en de Grábrók krater. De berg bestaat uit rotsmassa dat zo'n 3,5 miljoen jaar geleden diep vanuit de aarde naar boven tot aan de oppervlakte werd gestuwd (een batholiet). De Baula valt op door zijn bijna perfecte piramidevorm en wordt geflankeerd door zijn kleine broertje, de Litla-Baula waar zeldzame zuilvormige strengen van ryoliet worden gevonden.
Baula en Litla-Baula worden tot de mooiste bergen van IJsland beschouwd. Andere voorbeelden van batholieten op IJsland zijn de Mælifell op Snæfellsnes en de Hlíðarfjall bij Mývatn.